# نامقدس (فیلم ۲۰۲۱)
نامقدس (به انگلیسی: The Unholy) یک فیلم فراطبیعی ترسناک آمریکایی محصول سال ۲۰۲۱ به نویسندگی و کارگردانی ایوان اسپیلوتوپولوس در اولین کارگردانی خود که براساس رمان معبد نوشته جیمز هربرت در سال ۱۹۸۳ ساخته شده‌است. بازیگران اصلی فیلم جفری دین مورگان، کیتی اسلتون، ویلیام سدلر، دیوگو مورگادو، کریکت براون و کری الویس هستند.
این پروژه که در ابتدا با عنوان معبد (به انگلیسی: Shrine) نامگذاری شده بود، در دسامبر ۲۰۱۸ اعلام شد و سونی پیکچرز از رمان هربرت به همین نام اقتباس کرد. معرفی بازیگران بین سال‌های ۲۰۱۸ و ۲۰۲۰ اعلام شد و فیلم‌برداری اصلی در بوستون آغاز شد، اما در ۱۴ مارس ۲۰۲۰، فیلمبرداری به دلیل همه‌گیری کووید-۱۹ به حالت تعلیق درآمد.

## داستان
دخترکی که خوب نمیشنود بعد از دیدار با مریم مقدس هم خوب میشنود و هم می‌تواند به خوبی حرف بزند حتی می‌تواند بیماران را نیز شفا می‌دهد. وقتی همه مردم برای دیدن معجزات او به پیشش می‌روند این سوال پیش می‌آید که اینها کار مریم مقدس است یا پای نیروهای شیطالی در میان است؟